# Жак Вон
Жак Вон (англ. Jacque Vaughn, нар. 11 лютого 1975, Лос-Анджелес, Каліфорнія, США) — американський професіональний баскетболіст, що грав на позиції розігруючого захисника за низку команд НБА. Чемпіон НБА. Згодом — баскетбольний тренер. 

## Ігрова кар'єра
На університетському рівні грав за команду Канзас (1993–1997). Двічі визнавався найкращим баскетболістом року конференції. Згодом його ігровий номер був виведений з обігу коледжом.
1997 року був обраний у першому раунді драфту НБА під загальним 27-м номером командою «Юта Джаз». Професійну кар'єру розпочав 1997 року виступами за тих же «Юта Джаз», захищав кольори команди з Юти протягом наступних 4 сезонів.
З 2001 по 2002 рік грав у складі «Атланта Гокс».
2002 року перейшов до «Орландо Меджик», у складі якої провів наступний сезон своєї кар'єри.
Наступною командою в кар'єрі гравця була «Атланта Гокс», куди він повернувся на один сезон.
З 2004 по 2006 рік грав у складі «Нью-Джерсі Нетс».
Останньою ж командою в кар'єрі гравця стала «Сан-Антоніо Сперс», до складу якої він приєднався 2006 року і за яку відіграв 3 сезони. 2007 року став чемпіоном НБА в її складі.

## Статистика виступів в НБА
| † | Позначає сезон, в якому Жак Вон ставав чемпіоном НБА |

### Регулярний сезон
| Сезон             | Команда             | GP  | GS  | MPG  | FG%  | 3P%   | FT%  | RPG | APG | SPG | BPG | PPG |
| ----------------- | ------------------- | --- | --- | ---- | ---- | ----- | ---- | --- | --- | --- | --- | --- |
| 1997–1998         | «Юта Джаз»          | 45  | 0   | 9.3  | .361 | .375  | .706 | .8  | 1.9 | .2  | .0  | 3.1 |
| 1998–1999         | «Юта Джаз»          | 19  | 0   | 4.6  | .367 | .250  | .833 | .6  | .6  | .3  | .0  | 2.3 |
| 1999–2000         | «Юта Джаз»          | 78  | 0   | 11.3 | .416 | .412  | .750 | .8  | 1.6 | .4  | .0  | 3.7 |
| 2000–2001         | «Юта Джаз»          | 82  | 0   | 19.8 | .433 | .385  | .780 | 1.8 | 3.9 | .6  | .0  | 6.1 |
| 2001–2002         | «Атланта Гокс»      | 82  | 16  | 22.6 | .470 | .444  | .825 | 2.0 | 4.3 | .8  | .0  | 6.6 |
| 2002–2003         | «Орландо Меджик»    | 80  | 48  | 21.1 | .448 | .235  | .776 | 1.5 | 2.9 | .8  | .0  | 5.9 |
| 2003–2004         | «Атланта Гокс»      | 71  | 6   | 17.9 | .386 | .150  | .779 | 1.6 | 2.7 | .6  | .0  | 3.8 |
| 2004–2005         | «Нью-Джерсі Нетс»   | 71  | 34  | 19.9 | .449 | .333  | .835 | 1.5 | 1.9 | .6  | .0  | 5.3 |
| 2005–2006         | «Нью-Джерсі Нетс»   | 80  | 6   | 15.4 | .437 | .167  | .728 | 1.1 | 1.5 | .5  | .0  | 3.4 |
| 2006–2007†        | «Сан-Антоніо Сперс» | 64  | 4   | 11.9 | .425 | .500  | .754 | 1.1 | 2.0 | .4  | .0  | 3.0 |
| 2007–2008         | «Сан-Антоніо Сперс» | 74  | 9   | 15.4 | .428 | .300  | .763 | 1.0 | 2.1 | .3  | .0  | 4.1 |
| 2008–2009         | «Сан-Антоніо Сперс» | 30  | 0   | 9.7  | .320 | 1.000 | .889 | .7  | 1.8 | .2  | .0  | 2.2 |
| Усього за кар'єру | Усього за кар'єру   | 776 | 123 | 16.3 | .429 | .352  | .779 | 1.3 | 2.5 | .5  | .0  | 4.5 |

### Плей-оф
| Сезон             | Команда             | GP | GS | MPG  | FG%  | 3P%   | FT%   | RPG | APG | SPG | BPG | PPG |
| ----------------- | ------------------- | -- | -- | ---- | ---- | ----- | ----- | --- | --- | --- | --- | --- |
| 1998              | «Юта Джаз»          | 7  | 0  | 3.4  | .200 | .500  | 1.000 | .4  | .6  | .0  | .0  | 1.0 |
| 1999              | «Юта Джаз»          | 2  | 0  | 3.0  | .500 | 1.000 | -     | .0  | 1.0 | .0  | .0  | 1.5 |
| 2000              | «Юта Джаз»          | 7  | 0  | 9.6  | .357 | .500  | .875  | 1.7 | 1.6 | .6  | .1  | 4.0 |
| 2001              | «Юта Джаз»          | 5  | 0  | 11.4 | .100 | .500  | -     | .4  | 1.6 | .0  | .2  | .6  |
| 2003              | «Орландо Меджик»    | 7  | 6  | 18.7 | .364 | .000  | .769  | .9  | 3.6 | .6  | .1  | 4.9 |
| 2006              | «Нью-Джерсі Нетс»   | 11 | 0  | 14.5 | .364 | .000  | .571  | 1.0 | 1.1 | .2  | .0  | 2.5 |
| 2007†             | «Сан-Антоніо Сперс» | 20 | 0  | 10.4 | .400 | -     | .500  | .5  | 1.4 | .2  | .0  | 2.2 |
| 2008              | «Сан-Антоніо Сперс» | 14 | 0  | 6.5  | .273 | .000  | -     | .6  | .6  | .1  | .0  | .9  |
| 2009              | «Сан-Антоніо Сперс» | 2  | 0  | 10.5 | .400 | -     | .500  | .0  | 2.0 | .5  | .0  | 3.5 |
| Усього за кар'єру | Усього за кар'єру   | 75 | 6  | 10.2 | .342 | .400  | .690  | .7  | 1.4 | .2  | .0  | 2.2 |

## Тренерська кар'єра
2010 року розпочав тренерську кар'єру, ставши асистентом головного тренера команди «Сан-Антоніо Сперс», в якій пропрацював до 2012 року.
З 2012 по 2015 рік був головним тренером команди «Орландо Меджик». Після двох поспіль непопадань до плей-оф та невдалого третього поспіль сезону, був звільнений.
2016 року був призначений асистентом головного тренера команди «Бруклін Нетс». 2022 року став головним тренером в команді.

### Тренерська статистика
| Команда          | Сезон   | G   | W  | L   | W–L% | Місце                    | PG | PW | PL | PW–L% | Результат            |
| ---------------- | ------- | --- | -- | --- | ---- | ------------------------ | -- | -- | -- | ----- | -------------------- |
| «Орландо Меджик» | 2012–13 | 82  | 20 | 62  | .244 | 5-е в Південно-Західному | —  | —  | —  | —     | не вийшли до плей-оф |
| «Орландо Меджик» | 2013–14 | 82  | 23 | 59  | .280 | 5-е в Південно-Західному | —  | —  | —  | —     | не вийшли до плей-оф |
| «Орландо Меджик» | 2014–15 | 52  | 15 | 37  | .288 | (звільнений)             | —  | —  | —  | —     | —                    |
| Усього           |         | 216 | 58 | 158 | .269 |                          | —  | —  | —  | —     |                      |